# Read Island
Read Island je ostrov v Britské Kolumbii v Kanadě. Je součástí souostroví Discovery Islands ležícího mezi Vancouver Island a pevninou, mezi průlivy Strait of Georgia a Johnstone Strait.

## Etymologie
Ostrov Read byl pojmenován kolem roku 1864 Danielem Penderem, kapitánem lodi Beaver, na počest kapitána Williama Vinera Reada, který byl v té době asistentem při britském hydrografickém úřadu (UKHO). Společně s ostrovem byl pojmenován také nejjižnější bod ostrova, Viner Point.

## Geografie
Read Island se nachází mezi Quadra Island a Cortes Island, jihovýchodně od ostrova Maurelle a jihozápadně od Rendezvous Islands. Read Island je oddělen od ostrova Quadra kanálem Hoskyn, od ostrova Maurelle kanálem Whiterock a od ostrova Cortes kanálem Sutil.

## Obyvatelstvo
Počet obyvatel ostrova čitá přibližně 80 lidí.